# Bâtiment de l'administration du district de Pirot
Le bâtiment de l'administration du district de Pirot (en serbe cyrillique : Зграда Окружног начелства у Пироту ; en serbe latin : Zgrada Okružnog načelstva u Pirotu) se trouve à Pirot, dans le district de Pirot, en Serbie. Il est inscrit sur la liste des monuments culturels protégés de la république de Serbie (identifiant no SK 941),.